# D.O. (artista)
Do Kyung-soo (hangul: 도경수; hanja: 都敬秀; rr: Do Gyeong-su; MR: To Kyŏng-su; chinês tradicional: 都敬秀, pinyin: Dōu Jǐngxiù; nascido em 12 de janeiro de 1993), mais conhecido na carreira musical por seu nome artístico D.O. (hangul: 디오; rr: Dio; MR: Tio), é um cantor e ator sul-coreano. Foi apresentado como membro do grupo EXO em janeiro de 2012, estreando oficialmente em abril do mesmo ano. Iniciou sua carreira como ator em 2014 na série da SBS It's Okay, That's Love. Em dezembro do mesmo ano, foi escolhido pela crítica como o melhor ator entre quarenta ídolos-atores que participaram de séries de televisão em 2014.

## Início da vida
Do Kyung-soo nasceu em Goyang, Gyeonggi, Coreia do Sul em 12 de janeiro de 1993. Do Kyung-soo foi para Goyang Poongsan Elementary School, Baekshin Middle School e Baekseok High School. Tem um irmão, Do Seung-soo, que é 3 anos mais velho que ele. Começou cantando na escola primária e foi um participante ávido em concursos de canto ao longo de sua carreira colegial. Em 2010, foi observado por um agente da SM Entertainment, que lhe recomendou fazer uma audição para a agencia, depois de vencer um festival de canto local. Em seguida, se tornou um trainee da SM durante os últimos dois anos do ensino médio, sendo treinado na área de canto, dança e atuação. Cantou "Anticipation" do Na Yoon-kwon e "My Story" do Brown Eyed Soul em sua audição.

## Carreira

### 2012–15: Início de carreira

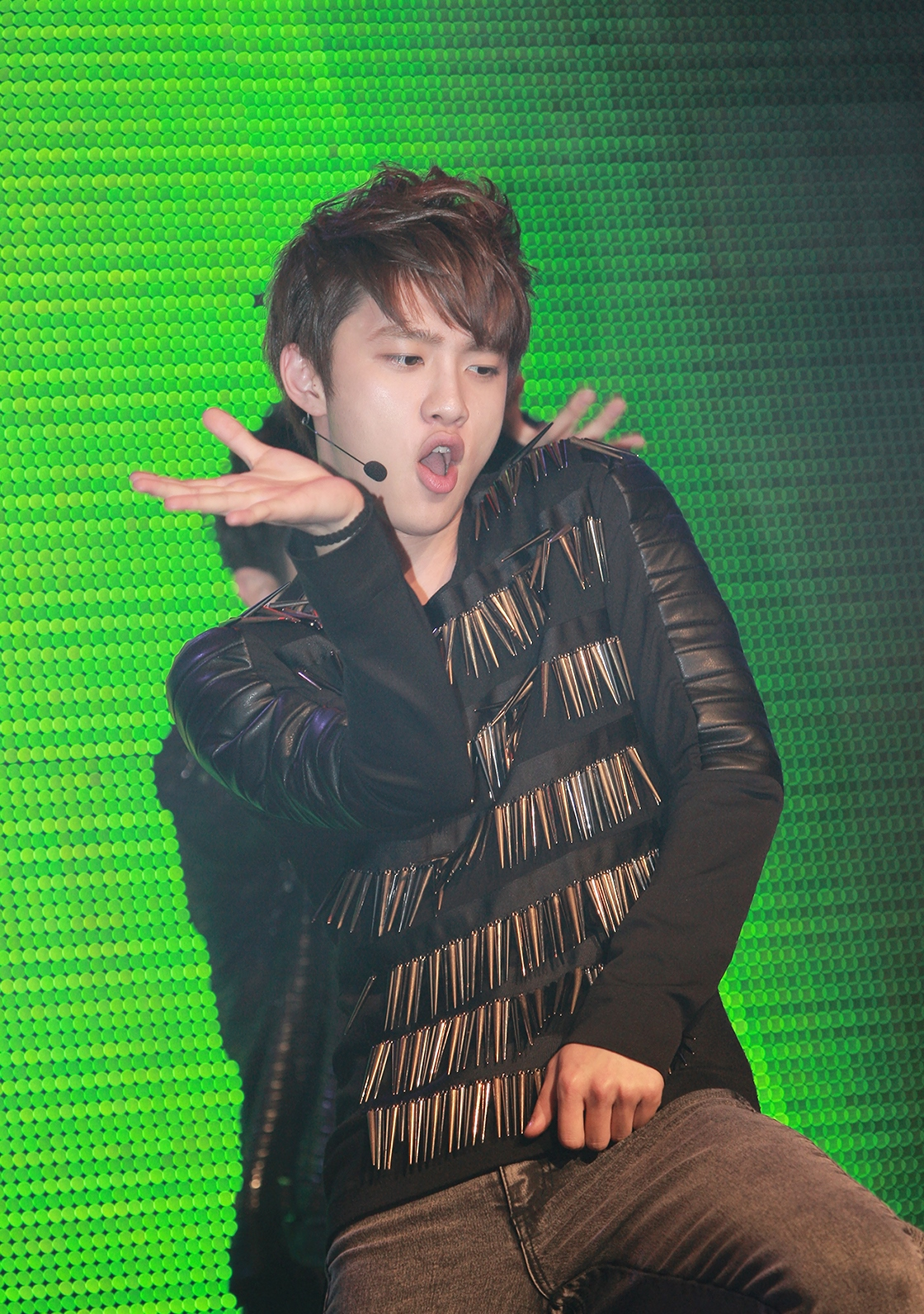
D.O. durante o Festival de Cultura Jovem, em maio de 2013

D.O. foi formalmente apresentado como membro do grupo EXO em 30 de janeiro de 2012. O primeiro single do grupo, "What Is Love", foi lançado em 30 de janeiro. O lançamento do segundo single, intitulado "History", ocorreu em 9 de março do mesmo ano. O grupo realizou um showcase de pré-estreia no Estádio Olímpico de Seul, em 31 de março, cem dias após a o primeiro trailer de sua estréia em 21 de dezembro de 2011. O showcase foi realizado para cerca de 3.000 fãs de 8.000 candidatos selecionados para assistir suas performances. O grupo realizou uma conferência de imprensa e mostrou suas performances no Grande Salão da Universidade de Economia e Negócios Internacionais em Pequim, China em 1 de abril de 2012. Em 24 de abril do mesmo ano, junto com Lu Han, Baekhyun, Chen, BoA, Kangta, TVXQ, Taeyeon, Yesung, Jonghyun e Luna, lançaram uma canção para a trilha sonara do filme I AM., intitulada "Dear My Family".
E julho de 2013, colaborou com o grupo f(x) na canção "Goodbye Summer" de seu segundo álbum de estúdio, Pink Tape. Em 29 de novembro de 2013, a S.M. Entertainment anunciou que D.O. faria sua estreia como ator no filme Cart, interpretando Choi Tae-young, um estudante do ensino médio, cuja mãe (interpretada por Yum Jung-ah) trabalha em um grande supermercado, e depois de ser injustamente demitida de seu trabalho, decide lutar por seus direitos e tomar uma posição contra a gestão opressiva. O filme estreou no Toronto International Film Festival, em setembro de 2014. Em março de 2014, foi escalado para o elenco da série de televisão It's Okay, That's Love, desempenhando o papel de Han Kang-woo. A série começou a ser transmitida em 23 de julho do mesmo ano, pela SBS. Em outubro de 2014, estrelou o remake do vídeo musical de "I'm Your Girl" feito para o EXO 90:2014. Em 3 de novembro do mesmo ano, lançou a canção "Crying Out" para a trilha sonora do filme Cart.
Em abril de 2015, estrelou ao lado dos outros membros do EXO a websérie EXO Next Door, também estrelada pela atriz Moon Ga-young. Em maio de 2015, foi confirmado para estrelar o filme Pure Love, juntamente com Kim So-hyun, interpretando Beom Sil. O filme começou a ser filmado em junho do mesmo ano, em Goheung, Jeolla do Sul, Coreia do Sul, e estreou em fevereiro de 2016. Em junho de 2015, apareceu na série da KBS Hello Monster, interpretando o psicopata Lee Joon-young. Sua atuação deixou uma forte impressão sobre os espectadores, atraindo elogios dos internautas, críticos e especialistas do setor.

### 2016–presente: Reconhecimento profissional
Em 11 de janeiro de 2016, foi confirmado que D.O. lideraria o elenco de dubladores do longa-metragem de animação, "The Underdog", lançado em julho de 2018 durante o Bucheon International Fantastic Film Festival (BIFAN). Os ingressos para o filme foram vendidos em 9 segundos e estabeleceram um recorde para o menor tempo para um filme de abertura no BIFAN. No filme D.O. retrata Moongchi, um cão que se separa de seu dono e desencantado por seu abandono, embarca em uma aventura para descobrir um reino desprovido de seres humanos, levando um bando de outros cães ao longo do caminho. Em 16 de fevereiro do mesmo ano, a SM Entertainment divulgou um vídeo prólogo para o single "Tell Me (What is Love)", interpretado por D.O e Yoo Young-jin. A canção foi lançada oficialmente em 19 de fevereiro como parte do projeto Station. Em abril de 2016, D.O. foi escalado para o filme Along with the Gods, uma adaptação de um webtoon homônimo, que gira em torno de um tribunal da vida após a morte, onde o falecidos passam por vários testes por 49 dias. O filme foi rodado como um, mas é apresentado em duas partes. A primeira parte, Along with the Gods: The Two Worlds, foi lançado em 20 de dezembro de 2017. A sequencia, intitulada Along with the Gods: The Last 49 Days, foi lançado em 1 de agosto de 2018. Após o lançamento de sua primeira parte nos cinemas sul-coreanos, o filme atraiu 422.339 espectadores em seu primeiro dia e encabeçou as bilheterias com quase US$2.9 milhões.
Em outubro de 2016, foi escalado para o filme de terror e mistério Room No.7, as filmagens começaram em janeiro de 2017. O filme foi revelada no Festival de Cannes em 18 de maio de 2017, e teve sua estréia mundial no 21º Bucheon International Fantastic Film Festival em 13 de julho do mesmo ano. De outubro a novembro de 2016, estrelou o web drama Be Positive, ao lado de Chae Seo-jin, produzido pela Samsung. A série tornou-se o web drama assistido de todos os tempos. Em novembro do mesmo ano, D.O. estrelou ao lado de Jo Jung-suk e Park Shin-hye o filme My Annoying Brother, interpretando um atleta de nível nacional de judô. D.O. e Jo Jung-suk também gravaram a canção-tema final, intitulada "Do not Worry", para o filme. O filme superou as bilheterias locais e atingiu mais de um milhão de visualizações dentro de quatro dias de seu lançamento. O filme alcançou 3 milhões de visualizações em meados de dezembro de 2016. Em dezembro de 2017, lançou a canção "Dear My Family" como parte do SM Town para o projeto Station. A primeira versão da canção foi lançada originalmente em 2012, mas após a morte de Jonghyun a SM Entertainment decidiu lançar uma nova versão postumamente com Jonghyun e outros artistas da agência.
Em fevereiro de 2018, foi escalado para seu primeiro papel principal na TV, interpretando um príncipe herdeiro em 100 Days My Prince. No drama histórico D.O. é Lee Yul, um príncipe que quase morre após escorregar de um penhasco em uma tentativa de assassinato. O príncipe acaba perdendo a memória e vagueia por 100 dias como Wondeok. O drama está programado para ir ao ar na tvN em 10 de setembro de 2018. Ainda em 2018, D.O. está previsto para estrelar Swing Kids, um filme ambientado em um campo de concentração na Coréia do Norte durante a Guerra da Coréia. Ele interpreta um soldado norte-coreano que se apaixona por sapateado no meio de todo o caos.

## Imagem
Foi escolhido pela crítica como o melhor ator entre 40 ídolos-atores que participaram de séries de TV em 2014. A revista Max Movie, listou D.O. entra as "11 estrelas em ascensão de 2016" em sua edição de fevereiro. A lista foi marcado por 60 por cento dos resultados das pesquisas de audiência e 40 por cento de opiniões de peritos de cinema. As 11 estrelas são aqueles que apresentam um grande potencial para o futuro e estão constantemente construindo uma carreira no cinema.

## Vida pessoal
Seu nome artístico é derivado de seu nome de família, Do. Ele vê Yoo Young-jin, produtor musical da S.M. Entertainment, como seu modelo. Em 24 de setembro de 2016, D.O. postou um anúncio escrito em coreano, chinês, japonês e inglês no Twitter, informando que iria parar de aceitar presentes de seus fãs.

## Filmografia

### Filmes
| Ano  | Título                                | Papel          | Notas                    |
| ---- | ------------------------------------- | -------------- | ------------------------ |
| 2014 | Cart                                  | Choi Tae-young | Papel de apoio           |
| 2015 | SMTOWN The Stage                      | Ele mesmo      | Documentário da SM Town. |
| 2016 | Pure Love                             | Beom-sil       | Papel principal          |
| 2016 | My Annoying Brother                   | Go Doo-young   | Papel principal          |
| 2017 | Room No.7                             | Tae-jung       | Papel principal          |
| 2017 | Along With the Gods: The Two Worlds   | Won Il-byung   | Papel de apoio           |
| 2018 | Along with the Gods: The Last 49 Days | Won Il-byung   | Papel de apoio           |
| 2018 | The Underdog                          | Moongchi       | Voz: Papel principal     |
| 2018 | Swing Kids                            | Roh Ki-soo     | Produção                 |

### Televisão
| Ano  | Título                 | Papel                        | Rede | Notas                                |
| ---- | ---------------------- | ---------------------------- | ---- | ------------------------------------ |
| 2014 | It's Okay, That's Love | Han Kang-woo                 | SBS  | Regular                              |
| 2015 | Hello Monster          | Lee Joon-young (adolescente) | KBS2 | Participação (Ep. 1–2, 8, 10–11, 16) |
| 2018 | 100 Days My Prince     | Lee-yool / Won-deuk          | tvN  | Papel principal                      |

### Web
| Ano  | Título        | Papel         | Rede          | Notas                                  |
| ---- | ------------- | ------------- | ------------- | -------------------------------------- |
| 2015 | EXO Next Door | D.O.          | Naver TV Cast | Principal; papel fictício de si mesmo. |
| 2016 | Be Positive   | Kim Hwan-dong | Naver TV Cast | Papel principal                        |

### Vídeos musicais
| Como artista principal               | Como artista principal | Como artista principal | Como artista principal                            | Como artista principal |
| Canção                               | Ano                    | Outro(s) Artista(s)    | Notas                                             |                        |
| ------------------------------------ | ---------------------- | ---------------------- | ------------------------------------------------- | ---------------------- |
| "Tell Me (What Is Love)"             | 2016                   | Yoo Young-jin          |                                                   |                        |
| Vídeos de trilhas sonoras            |                        |                        |                                                   |                        |
| "Crying Out (외침)"                  | 2014                   | —                      | Para a trilha sonora do filme Cart                |                        |
| "걱정 말아요 그대 (Don't Worry)"     | 2016                   | Jo Jung-suk            | Para a trilha sonora do filme My Annoying Brother |                        |
| Aparições em vídeos musicais         |                        |                        |                                                   |                        |
| "I'm Your Girl"                      | 2014                   | S.E.S.                 | Remake feito para EXO 90:2014                     |                        |
| Outras aparições                     |                        |                        |                                                   |                        |
| "Dear My Family"                     | 2012                   | Vários                 | Como parte do SM Town                             |                        |
| "Dear My Family (Live Concert Ver.)" | 2017                   | Vários                 | Como parte do SM Town                             |                        |

## Discografia
A discografia de D.O. é composta por um single e duas aparições em trilhas sonoras.
| Título                                                                                   | Ano                    | Melhores posições nas paradas | Melhores posições nas paradas | Melhores posições nas paradas | Vendas                 | Álbum                              |
| Título                                                                                   | Ano                    | KOR                           | CHN Alibaba                   | US World                      | Vendas                 | Álbum                              |
| Como artista principal                                                                   | Como artista principal | Como artista principal        | Como artista principal        | Como artista principal        | Como artista principal | Como artista principal             |
| ---------------------------------------------------------------------------------------- | ---------------------- | ----------------------------- | ----------------------------- | ----------------------------- | ---------------------- | ---------------------------------- |
| "Tell Me (What Is Love)" (com Yoo Young-jin)                                             | 2016                   | 12                            | —                             | 2                             | - KOR: 145,281+        | S.M. Station Season 1              |
| Colaborações                                                                             |                        |                               |                               |                               |                        |                                    |
| "Goodbye Summer" (f(x) feat. D.O.)                                                       | 2013                   | 7                             | —                             | —                             | - KOR: 292,583+        | Pink Tape                          |
| Aparições em trilhas sonoras                                                             |                        |                               |                               |                               |                        |                                    |
| "Crying Out (외침)" (Scream)                                                             | 2014                   | 22                            | —                             | —                             | - KOR: 79,688+         | Cart OST                           |
| "걱정 말아요 그대 (Don't Worry)" (com Jo Jung-suk)                                       | 2016                   | 100                           | 19                            | —                             | - KOR: 19,498+         | My Annoying Brother OST            |
| Outras aparições                                                                         |                        |                               |                               |                               |                        |                                    |
| "Dear My Family" (como parte do SM Town)                                                 | 2012                   | —                             | —                             | —                             | —                      | I AM. OST                          |
| "Tell Me What Is Love"                                                                   | 2014                   | 44                            | —                             | —                             | - KOR: 29,668+         | Exology Chapter 1: The Lost Planet |
| "Dear My Family (2017 Ver.)" (como parte do SM Town)                                     | 2017                   | —                             | —                             | —                             | —                      | Lançamento sem álbum               |
| "—" indica lançamentos que não figuraram nas paradas ou não foram lançados nessa região. |                        |                               |                               |                               |                        |                                    |

## Prêmios e indicações

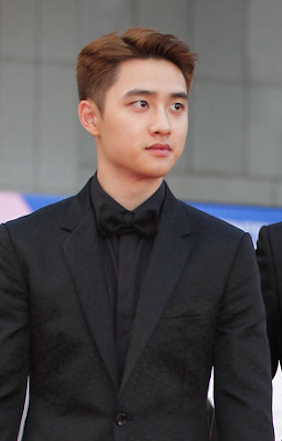
D.O. durante o Bucheon International Fantastic Film Festival, em julho de 2017

Em 15 de novembro de 2014, recebeu o prêmio de "Melhor Novo Ator" no 3rd APAN Star Awards, por sua atuação em It's Okay, That's Love. Em fevereiro de 2015, foi indicado ao prêmio de "Melhor Iniciante" no 9th Asian Film Awards, por sua atuação no filme Cart.
| Ano            | Prêmio                                       | Categoria                      | Trabalho nomeado       | Resultado |
| -------------- | -------------------------------------------- | ------------------------------ | ---------------------- | --------- |
| 2014           | 16th Seoul International Youth Film Festival | Best Young Actor               | It's Okay, That's Love | Venceu    |
| 2014           | 3rd APAN Star Awards                         | Best New Actor                 | It's Okay, That's Love | Venceu    |
| 2015           | 10th Max Movie Awards                        | Best New Actor                 | Cart                   | Indicado  |
| 2015           | 9th Asian Film Awards                        | Best Newcomer                  | Cart                   | Indicado  |
| 2015           | 51st Baeksang Arts Awards                    | Best New Actor (TV)            | It's Okay, That's Love | Indicado  |
| 2015           | 52nd Grand Bell Awards                       | Best Supporting Actor          | Cart                   | Indicado  |
| 2015           | 52nd Grand Bell Awards                       | Popularity Award               | Ele mesmo              | Indicado  |
| 2016           | Max Movie Best Films Awards                  | Rising Star                    | Ele mesmo              | Venceu    |
| 2016           | 52nd Baeksang Arts Awards                    | Most Popular - Actor (Film)    | Pure Love              | Venceu    |
| 2017           | 53rd Baeksang Arts Awards                    | Best New Actor (Film)          | My Annoying Brother    | Indicado  |
| 2017           | 53rd Baeksang Arts Awards                    | Most Popular Actor (Film)      | My Annoying Brother    | Venceu    |
| 2017           | Korean Film Shining Star Awards              | Newcomer Award (Film)          | My Annoying Brother    | Venceu    |
| 2017           | 13th JIMFF Awards                            | Star Award                     | My Annoying Brother    | Venceu    |
| 2017           | 2nd Asia Artist Awards                       | Popularity Award - Actor       | Ele mesmo              | Venceu    |
| 2018           | 3rd Asia Artist Awards                       | Best Actor                     | Ele mesmo              | Pendente  |
| Outros prêmios |                                              |                                |                        |           |
| 2015           | 10th Soompi Awards                           | Best Idol actor                | It's Okay, That's Love | Venceu    |
| 2015           | 10th Soompi Awards                           | Best Bromance (com Jo In-sung) | It's Okay, That's Love | Venceu    |
| 2016           | 11th Soompi Awards                           | Best Cameo                     | Hello Monster          | Indicado  |